# رادوژنی، اوبلاست ولادیمیر
شهر رادوژنی، اوبلاست ولادیمیر (به روسی: Радужный) در کشور روسیه و در اوبلاست ولادیمیر واقع شده‌است.